# Biserica Sfântul Gheorghe din Bosanci

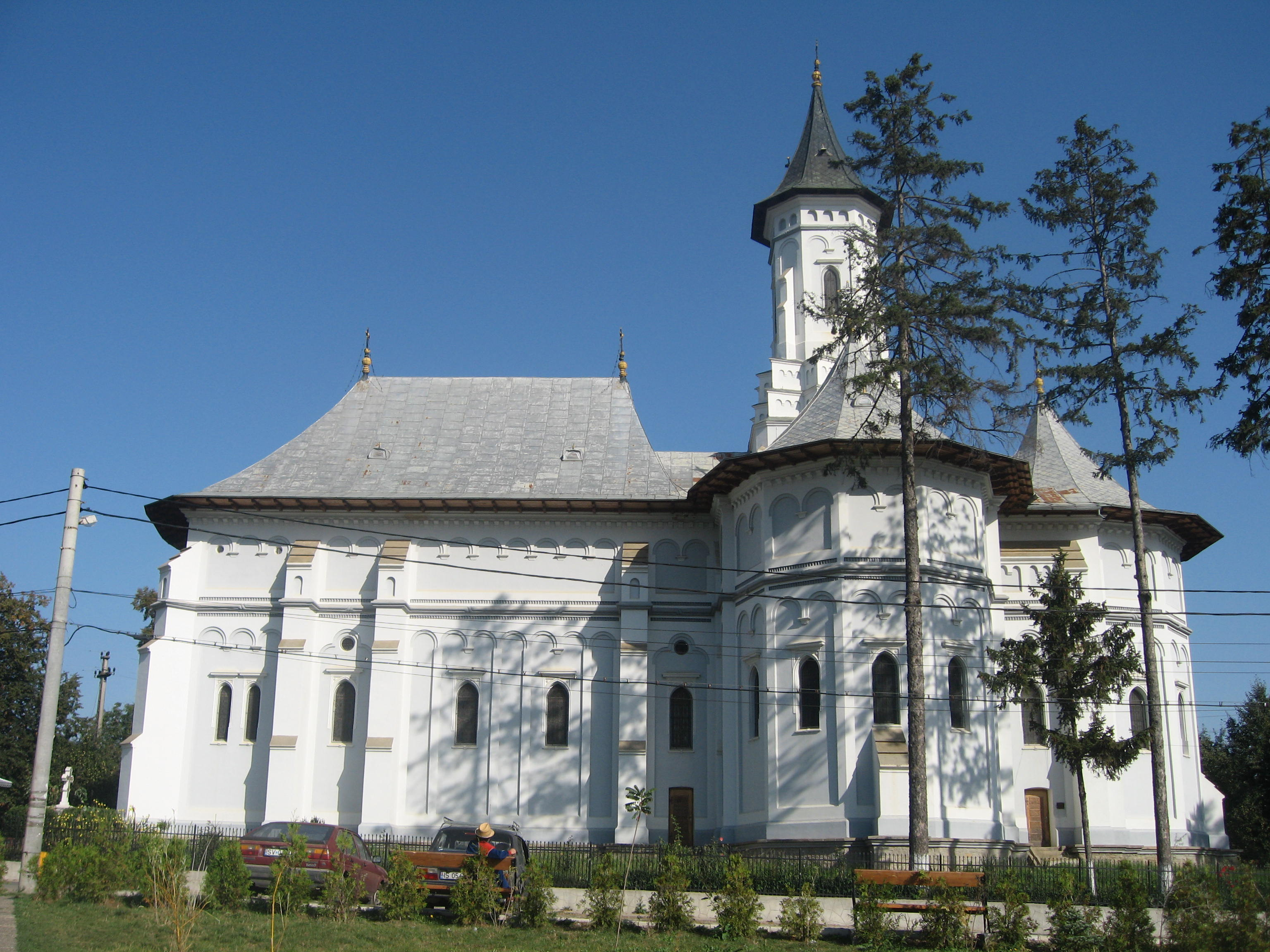
Biserica Sfântul Gheorghe din Bosanci.

Biserica „Sfântul Gheorghe” din Bosanci este o biserică ortodoxă monumentală construită în perioada 1902-1905 în satul Bosanci din comuna omonimă (aflată în județul Suceava). Planurile bisericii au fost realizate de arhitectul austriac Karl A. Romstorfer.

## Istoric
Satul Bosanci este una dintre cele mai vechi așezări din județul Suceava, fiind situat la aproximativ 8 km sud-est de municipiul Suceava. Prima atestare documentară a satului Bosanci datează din 14 august 1432, când „Ilie Voievod (fiul lui Alexandru cel Bun) dăruiește boierului său Isaiea satele Tișăuți, ... jumătate din Bosancea, Selajănii, Dobrovleanii...” 
În anul 1774 a fost construită în satul Bosanci o biserică de lemn de către meșterii populari Chiril Ungureanu și Crăciun Cazac. Aceasta devenind neîncăpătoare a devenit necesară construirea unei noi biserici. În anul 1920, biserica de lemn a fost strămutată în satul Moara Nica (aflat în apropiere de Bosanci).
Biserica Sfântul Gheorghe din Bosanci a fost construită între anii 1902-1905, jumătate din cheltuielile de construcție fiind suportate de prințul Mihail Sturdza (1886-1980), politician și ministru de externe (14 septembrie 1940 - 26 ianuarie 1941), care deținea moșii în localitate. Prințul Sturdza este considerat a fi principalul ctitor. Biserica a fost realizată după planurile arhitectului austriac Karl A. Romstorfer, lucrările fiind executate de meșteri români și austrieci sub coordonarea inginerilor Christof Kossinschi și F. Miller.
Biserica a fost sfințită la data de 8/21 septembrie 1907 (de sărbătoarea Nașterii Maicii Domnului) de către IPS Dr. Vladimir de Repta, arhiepiscopul Cernăuților și mitropolitul Bucovinei și Dalmației. Deasupra intrării în biserică, pe icoana hramului, se află următoarea inscripție: "Această sf. biserică sa zidit an anii 1902-1905 și sa sfințit de cătră I.P.S.S. Archiepiscopul și Mitropolitul Vladimir în 21 septemvre 1907 cu hramul S.M.M. George."
Toate calamitățile care au afectat ulterior România (cele două războaie mondiale, cutremurele etc.) n-au produs stricăciuni bisericii. Primele lucrări de restaurare au fost efectuate abia în perioada 1970–1980, ele realizând următoarele:
- schimbarea învelitoarei de tablă de pe biserică, cu excepția turnului;
- pictarea bisericii în interior (pictură în ulei în pridvor și pictură în tempera în celelalte încăperi).

După cum se precizează în "Anuarul Mitropoliei Bucovinei pe anul 1937", Biserica "Sfântul Gheorghe" din Bosanci avea o sesie parohială de 12 ha și 1/2 ha loc pentru casă, o sesie pentru cooperatori de 6 ha și 1/2 ha loc pentru casă, o sesie a cântărețului de 3 ha și o sesie a ponomarului de 1 ha. Parohia avea în îngrijire spirituală 1.649 familii cu 6.616 credincioși. În acel an, comunitatea ortodoxă din Bosanci era păstorită de preotul paroh Nicanor Văleanu (născut în 1887) și de preoții coperatori Mihail Ioachimciuc (născut în 1908) și Constantin Baranai (născut în 1908).
Cu ocazia împlinirii a 100 de ani de la sfințirea bisericii, s-a efectuat în anul 2007 o slujbă de resfințire.
Biserica dispune de un vestit cor bărbătesc înființat din 1894 și care numără astăzi peste 100 de membri. De sărbători, membrii corului poartă straie tradiționale.
Din aprilie 2005, Parohia Bosanci I editează un ziar numit „Împăcarea”, distribuit gratuit la casele credincioșilor sau în biserică. Revista parohiei ilustrează momente din viața parohiei, aduce în lumină istoria Bisericii Ortodoxe, învățăturile de credință ortodoxe, viețile sfinților, sfaturi morale etc.

## Arhitectura bisericii
Proiectul bisericii poate fi văzut în lucrarea „Die Griechisch-Orientalische Pfarrkirche in Bossancze” a arhitectului Karl Romstorfer.
Biserica are o lungime de 41,32 m și o lățime de 12 m. Ea este împărțită în patru încăperi: pridvor, pronaos, naos și altar. Deasupra pridvorului se află o scară în spirală care urcă în cafas (balconul pentru cor), apoi într-o cămăruță rotundă pentru ustensile, într-o încăpere mai spațioasă (camera comorii) și în sfârșit în pod.
Pronaosul are o lungime de 16,48 m și o lățime de 8,6 m și este prevăzut cu o ușă de ieșire din biserică. Absidele laterale din naos și absida altarului sunt semirotunde și destul de mari și se află cu trei trepte respectiv câte o treaptă mai sus decât naosul.
În naos, pe lângă incintele semirotunde a absidelor laterale, se află două tronuri: unul destinat episcopului, iar celălalt destinat conducătorului țării în eventualitatea prezenței sale.
Catapeteasma bisericii a fost realizată din lemn de tisă la Viena, în anul 1905. Ferestrele mari ale bisericii sunt prevăzute cu vitralii.
Biserica a fost inițial acoperită cu țiglă, apoi cu tablă zincată.

## Imagini

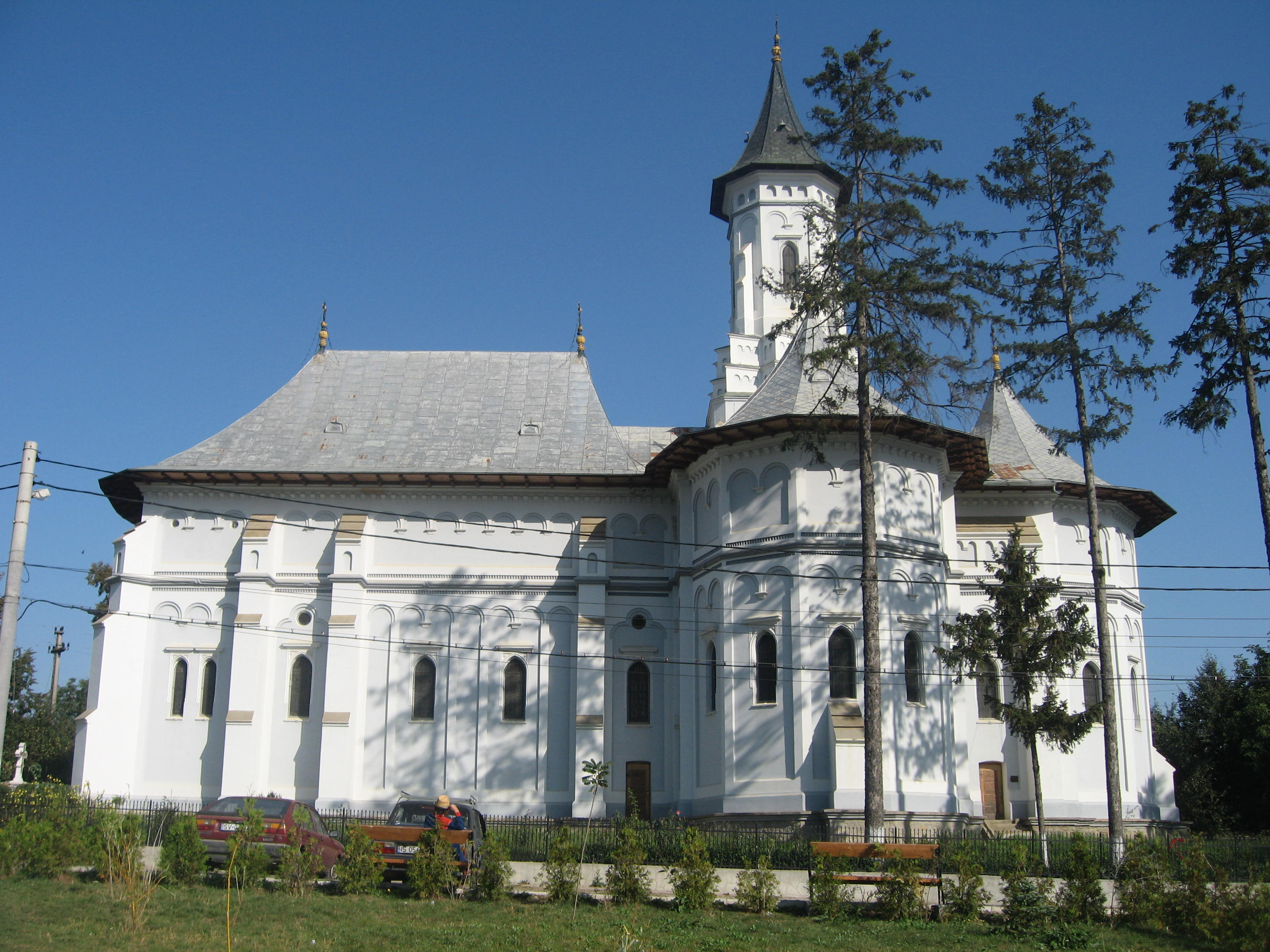
Biserica
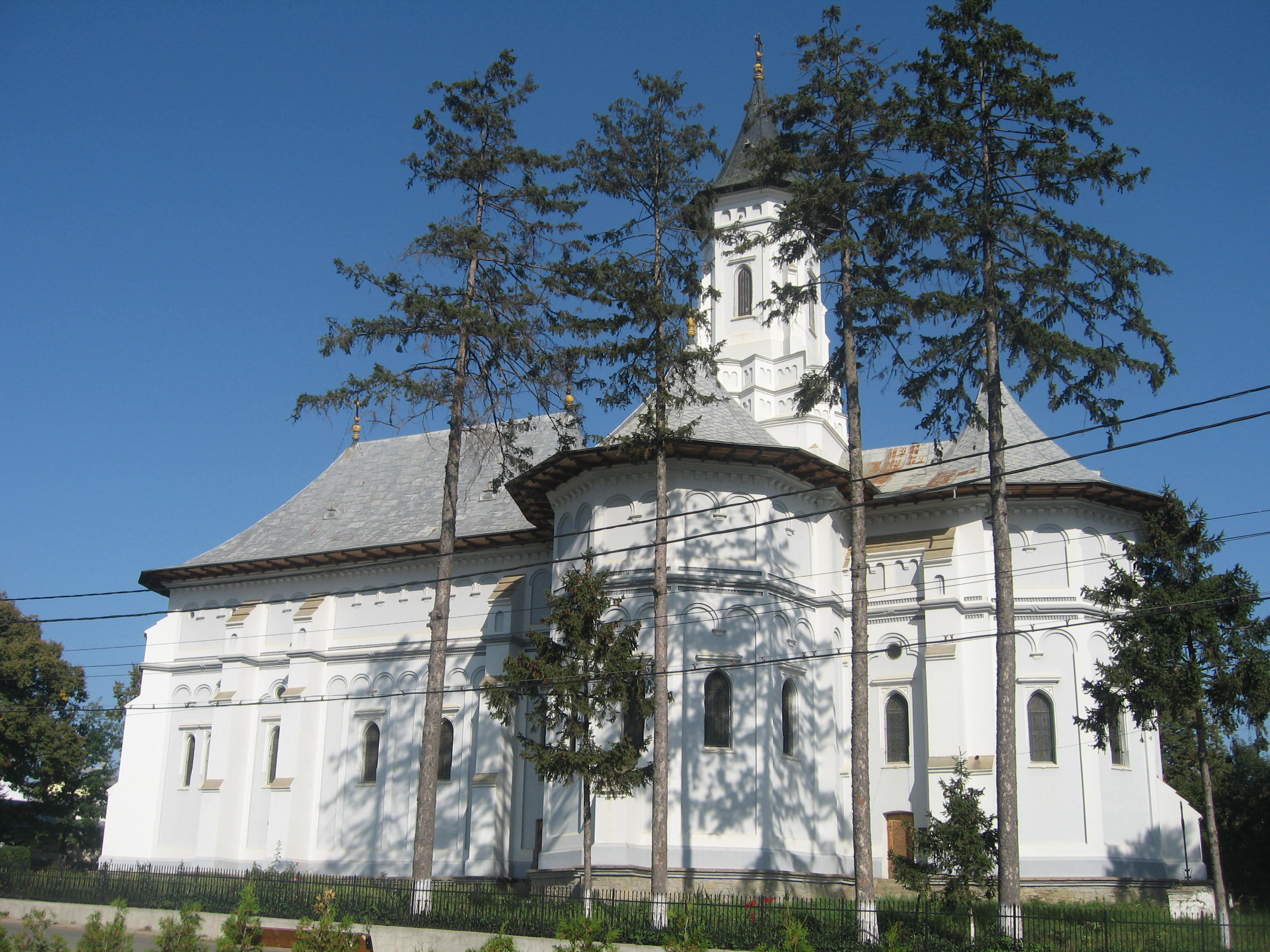
Biserica
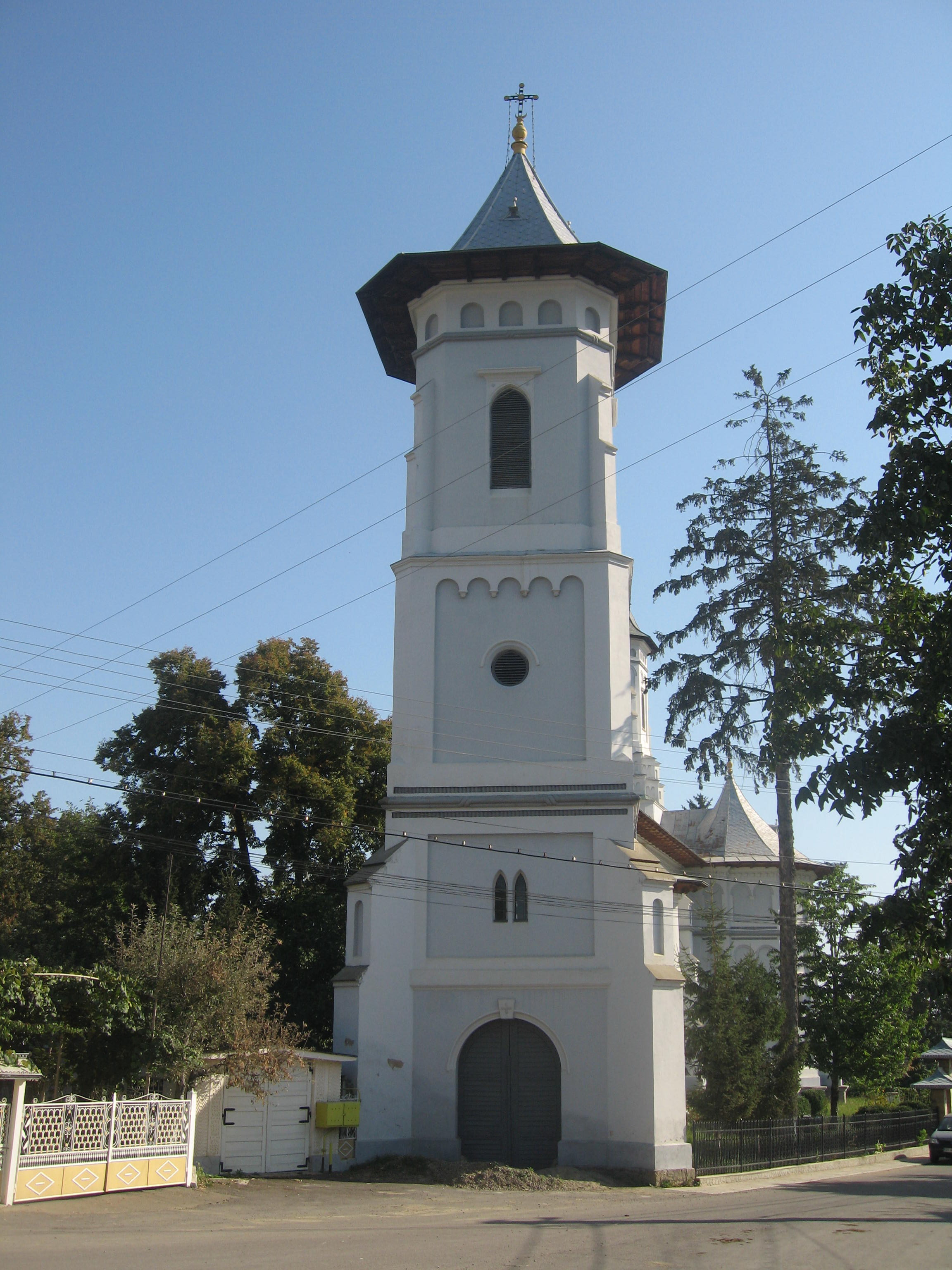
Turnul clopotniţă
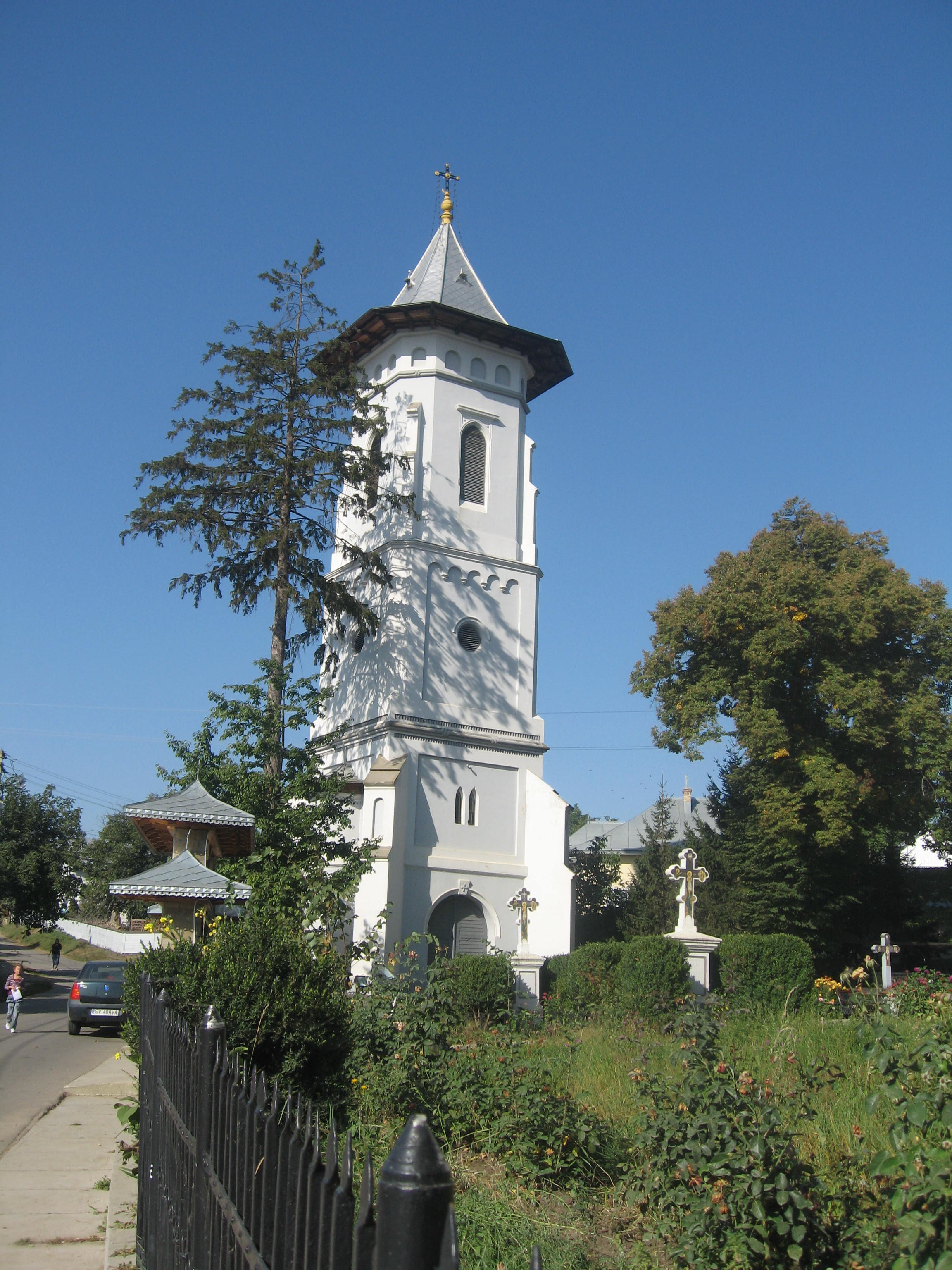
Turnul clopotniţă
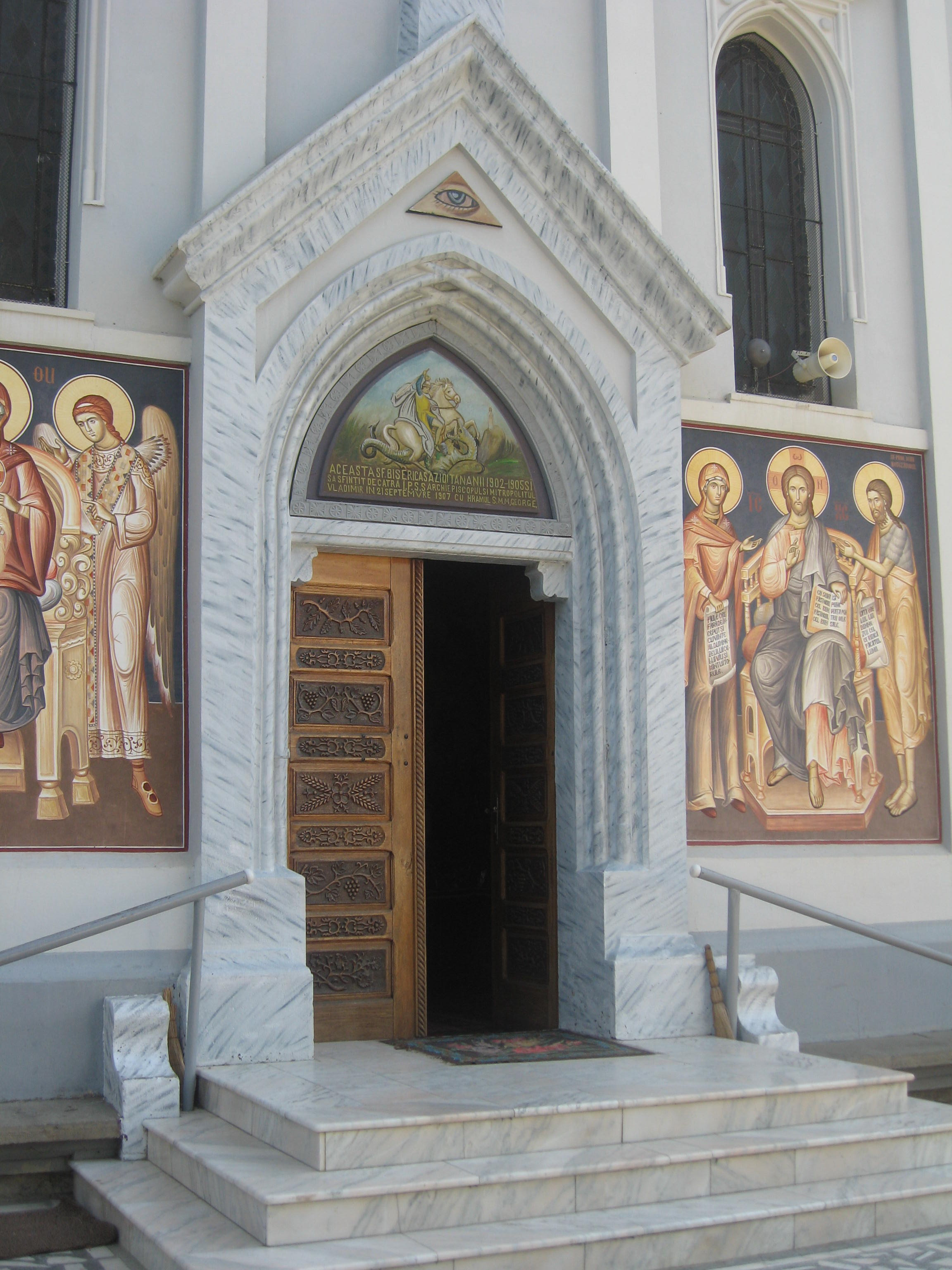
Portalul de intrare în biserică
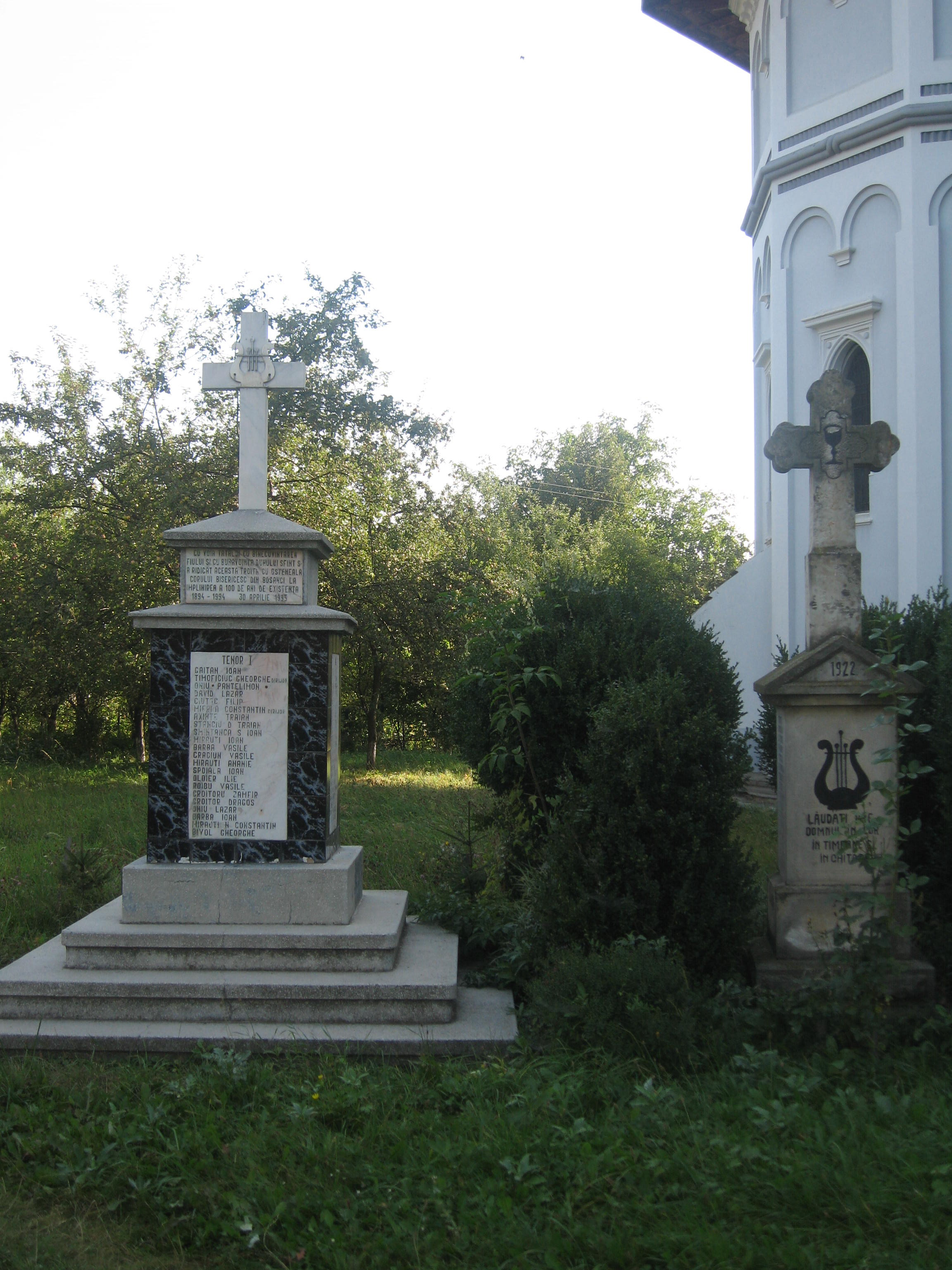
Monument înălţat la 30 aprilie 1995 cu prilejul împlinirii a 100 de ani de existenţă a corului bisericesc din Bosanci (înfiinţat în 1894)
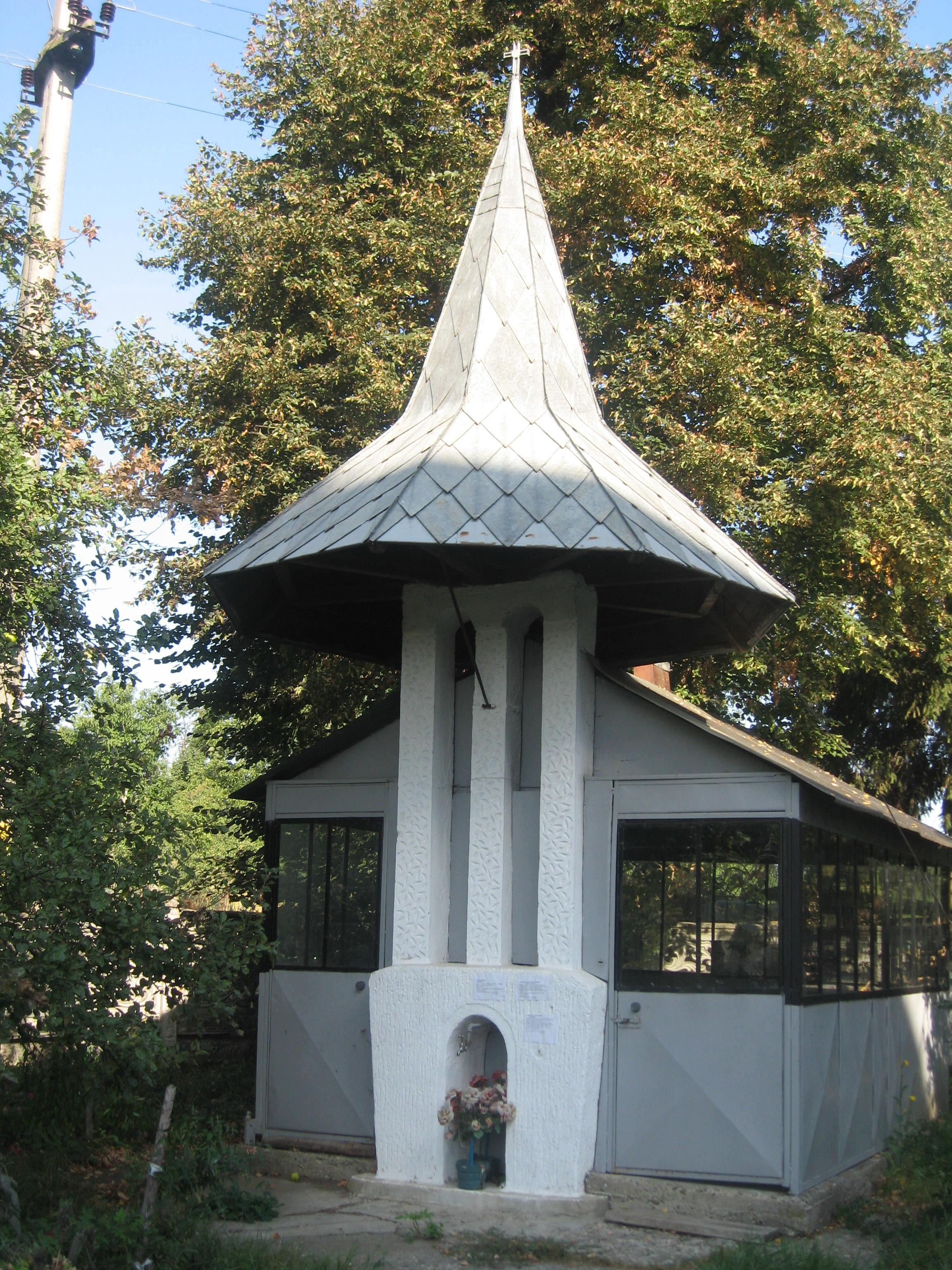
Clopotniţă care imită o zvoniţă
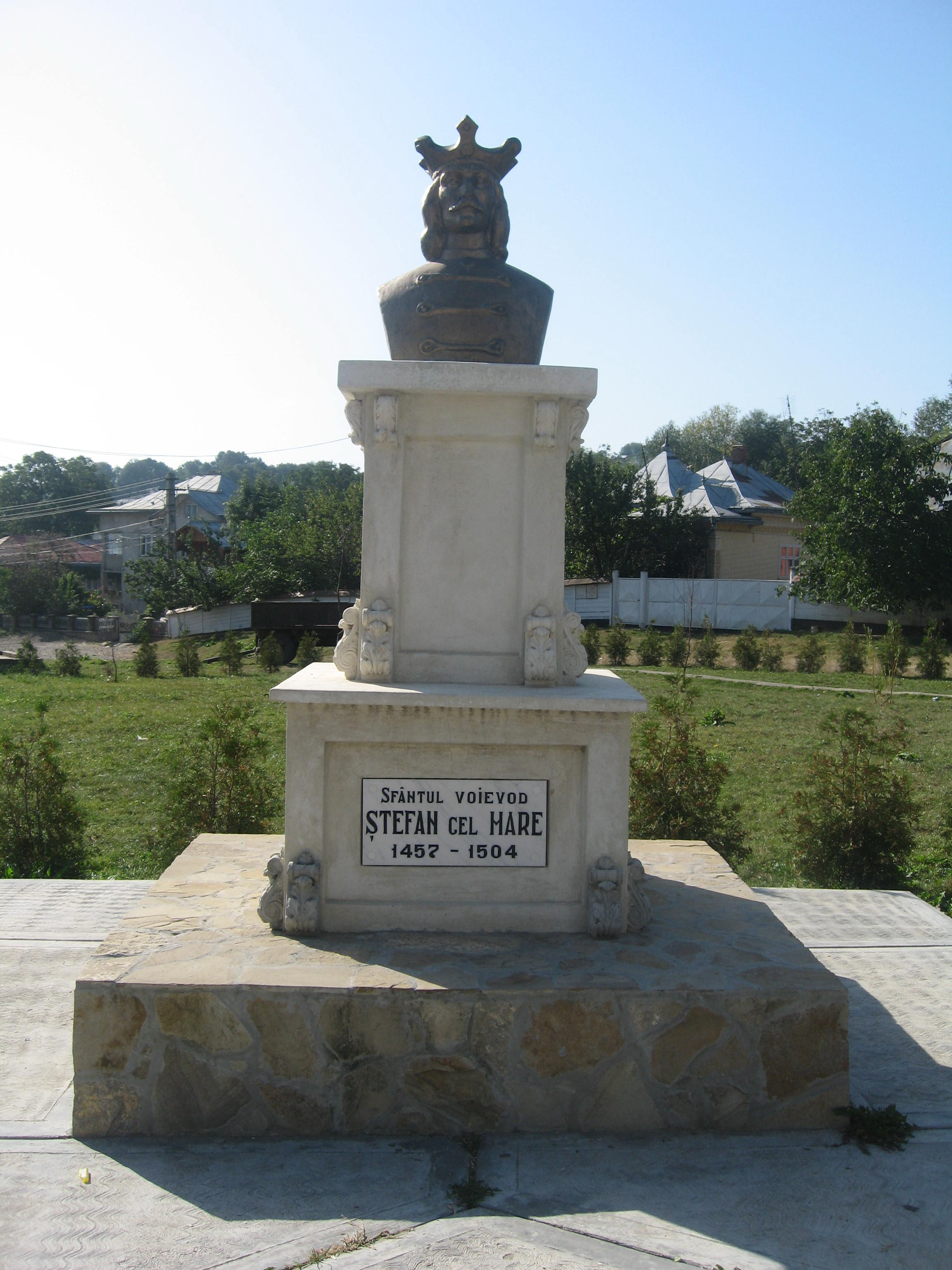
Bustul domnitorului Ştefan cel Mare aflat în parcul de vizavi de biserică
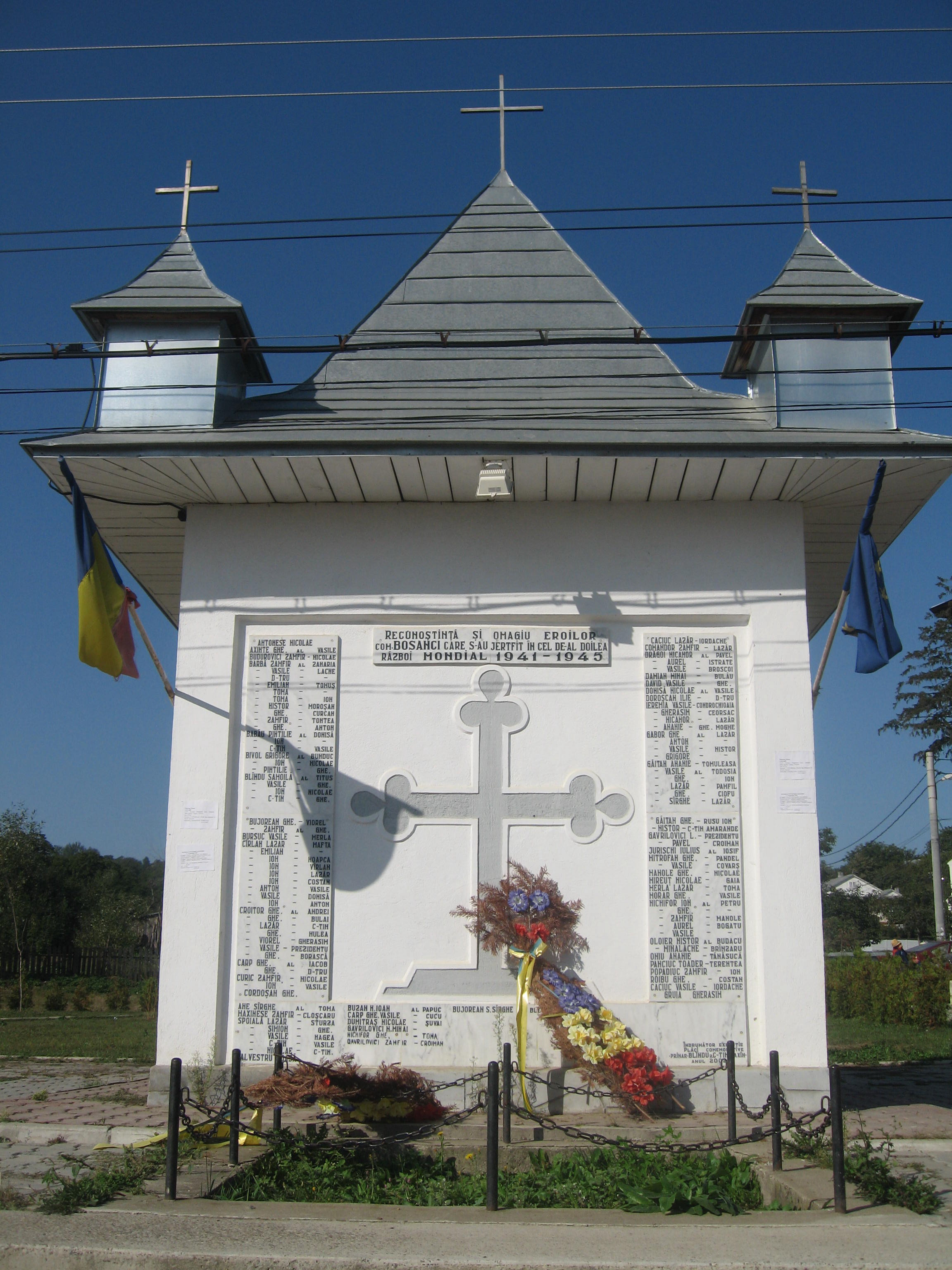
Monumentul eroilor bosănceni aflat în parcul de vizavi de biserică
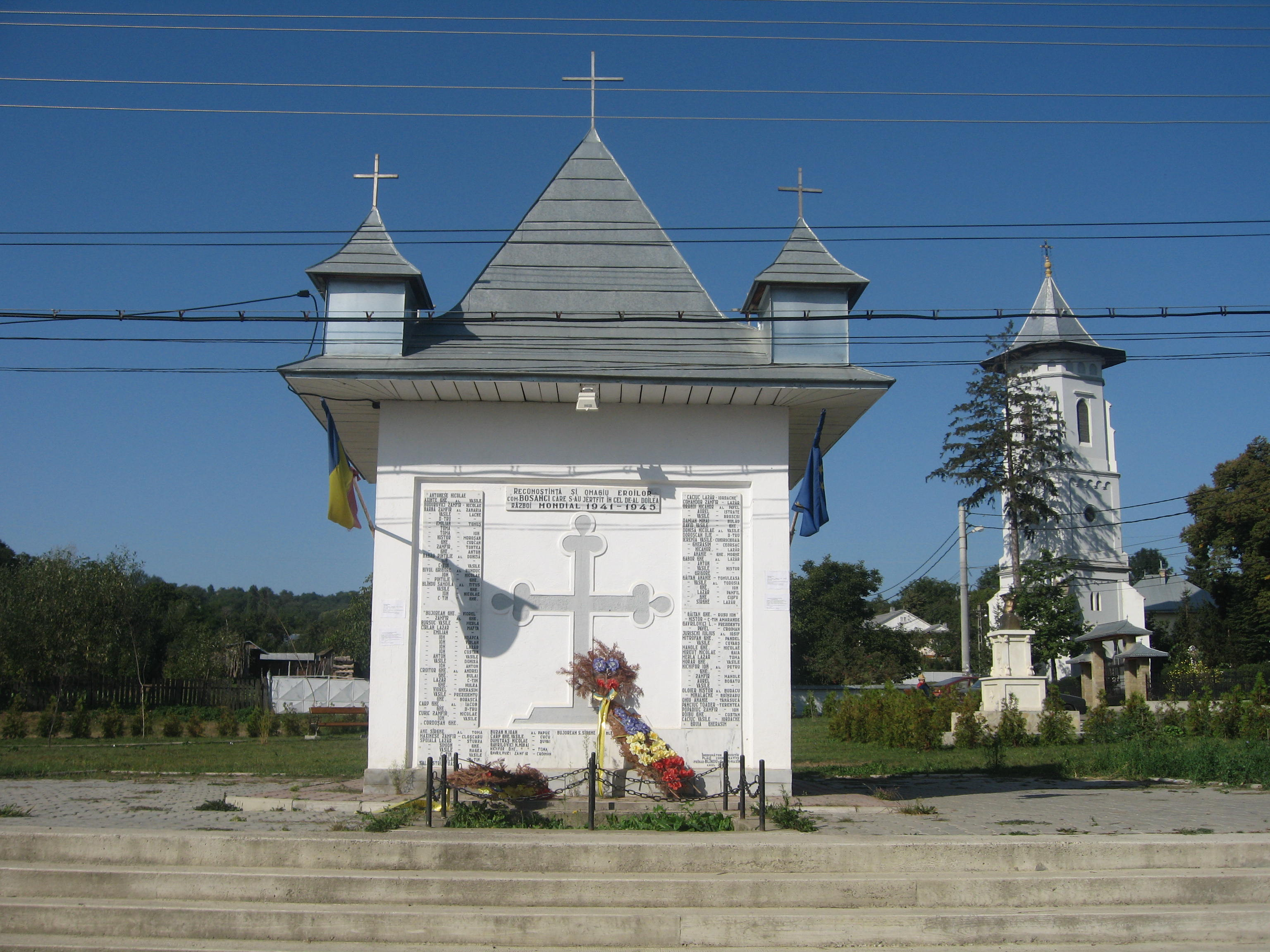
Monumentul eroilor bosănceni, bustul lui Ştefan cel Mare şi turnul clopotniţă